# UK hardcore (techno)
UK hardcore – nazwa używana od wczesnych lat 90. XX wieku na określenie różnych odmian hardcore techno. 
Z biegiem lat nazwę tę przyjmowały: rave, oldschool, happy hardcore, a także cięższe odmiany hardcore techno czerpiące z gabberu. Głównym kryterium kierującym przyjmowaniem owego określenia przez dany gatunek hc techno, niezmiennie była jego moc, ciężkość i odrębność od ogólnie tolerowanego mainstream techno. Dlatego też nazwę tę obecnie nosi daleko posunięty do ekstremów muzyki technicznej, twór popychany do przodu przez labele takie jak Rebelscum, Deatchant, czy Social Parasite, oparty na solidnym kicku, lekko połamanej stopie i mrocznym charakterze. Ewoluował on nieustannie już od pierwszej połowy lat 90., za sprawą zasłużonych dla brytyjskiej sceny twardych brzmień DJ-ei i producentów takich jak: Hellfish, Dj Producer, Skeeta, Diplomat & Trouble, Technological Terror Crew, Wargroover, The Death Syndicate, Rude Ass Tinker. 
W chwili obecnej muzyka ta znajduje się w pełni swoich mocy produkcyjnych, budzi powszechne zainteresowanie i uznanie w całym świecie hardcore techno, aczkolwiek nie obywa się na tym polu bez kwestii spornych.

## Producenci i DJ-e
wybrani wykonawcy:
- Dj Producer
- Hellfish
- Skeeta
- Dj Tox
- Diplomat
- Dj Trouble
- Terror Crew
- Bryan Fury
- Dolphin
- The Teknoist
- Simon Underground
- Traffik
- Angell bAss
- S3rl